# Poolsee
Der Poolsee ist ein See im Kreis Rendsburg-Eckernförde im deutschen Bundesland Schleswig-Holstein 
südlich der Ortschaft Achterwehr. Der See ist ca. 1 ha groß.